# Misiones jesuíticas del Gran Chaco
La Compañía de Jesús fundó durante el período de dominio colonial de España en América del Sur un grupo de reducciones en la región del Gran Chaco, en donde se encontraban los límites de varias gobernaciones, hoy esos territorios son parte de la República Argentina y del Paraguay. Esas reducciones integraban la provincia jesuítica del Paraguay creada el 9 de febrero de 1604 y cuya sede se hallaba en la ciudad de Córdoba.
Una real cédula del 16 de marzo de 1608 ordenó al gobernador del Paraguay, Hernando Arias de Saavedra (Hernandarias), que los jesuitas se dirigieran al Paraná, al Guayrá y a la región de los guaicurúes en donde los indígenas quedarían eximidos del servicio de la encomienda que les era obligatorio en otras áreas del Paraguay. 

## Primeras reducciones entre los guaicurúes
En diciembre de 1609 los padres Roque González de Santa Cruz y Vicente Grifi cruzaron el río Paraguay y se internaron en el país de los guaicurúes que vivían entre río Confuso o Yabebyry y el río Pilcomayo en el Chaco Boreal llegando hasta el lugar denominado Guazutinguá en donde se hallaba el cacique Martín. A principios de 1610 fundaron la reducción de Nuestra Señora María de los Reyes en el lugar llamado Yasocá, ubicado a una legua del río Paraguay frente a Asunción a donde se trasladaron los indígenas del cacique Martín, poco después González de Santa Cruz fue enviado hacia la misión del Paraná. Al año siguiente Martín y parte de su tribu regresaron a Guazutinguá acompañados de Grifi. Ante el peligro de una guerra, en 1611 los misioneros fueron enviados a las regiones de Guarambaré y Pitun, quedando sin sacerdotes la reducción. En 1613 a pedido de los caciques Martín y Juan Guaycuruty fueron enviados allí Pedro Romero y Antonio Moranta, fundando Romero junto al Pilcomayo la reducción de Guazutinguá, que duró hasta 1626. Alonso Rodríguez y José Oreghi se unieron luego a Romero. Tras 17 años de estériles intentos, la misión de los guaicurúes fue abandonada por los jesuitas. 
En 1645 los sacerdotes Pedro Romero, Justo Vanfurk (superior de las misiones de Itatín) y Mateo Fernández, iniciaron un intento de evangelización de las áreas del Chaco Boreal ubicadas frente a Itatín al occidente del río Paraguay, atravesando el territorio de los payaguáes. Fundando ese año la reducción de Santa Bárbara, pero poco después son asesinados allí los padres Mateo Fernández y Pedro Romero.

## Reducciones en la línea del río Salado
En las cercanías del río Salado, en el límite sur occidental de la llanura chaqueña, los jesuitas fundaron un grupo de reducciones comenzando por San José de Petacas (provincia de Santiago del Estero) con indígenas vilelas en 1735, creada por el padre Joseph Theodoro Bravo. En 1751 fue reedificada tras ser destruida en un ataque y tomó el nombre de San Joseph de Vilelas y haciéndose cargo de la misma el jesuita Martín Bravo. Fue incendiada en un ataque toba en 1756, muriendo el padre Francisco Ugalde en ese ataque. En 1761 fue trasladada a un lugar más conveniente, tomando el nombre de San Joseph de Petacas o Nuestra Señora de la Paz (en la zona de San José del Boquerón, departamento Copo). El 20 de julio de 1767 el gobernador del Tucumán Manuel Castaño llegó a la reducción para apresar y expulsar a los jesuitas Bernardo Castro y Francisco Almirón y poco después sus 656 habitantes se dispersaron.
La reducción de Purísima Concepción de abipones fue fundada en 1749 a orillas del río Dulce lográndose la protección a la ciudad de Santiago del Estero, en 1767 tenía 400 indígenas reducidos. Con grupos mataguayos fundaron en 1750 la reducción de Nuestra Señora del Buen Consejo. En 1751 fue creada la reducción de San Juan Bautista de Balbuena con isistinés y toquistinés (contaba con 720 reducidos en 1767) y en 1752 la reducción de San Esteban de Miraflores con indígenas de la parcialidad de los lules, que eran unos 550 en 1767.

## Reducciones en las fronteras de Salta y Jujuy
En las áreas chaqueñas cercanas a las ciudades de Salta y San Salvador de Jujuy que eran parte de la Gobernación del Tucumán, los jesuitas fundaron otro grupo de reducciones. La primera, San Francisco de Regis, fue fundada en 1653 sobre el río Bermejo para los mataguayos. Otra fue Santa María que se ubicó en 1681 en el Valle de Zenta cerca de San Ramón de la Nueva Orán. Fue atacada por mocovíes y tobas el 27 de octubre de 1683, dando lugar a los mártires del Zenta: su fundador el párroco de Jujuy Pedro Ortiz de Zárate, el padre jesuita italiano Juan Antonio Solinas y 18 laicos. En 1756 se crearon San Ignacio de Ledesma o San Ignacio de Río Negro con indígenas tobas y mataguayos, que eran unos 600 en 1767. En 1763 fundaron las reducciones de Nuestra Señora del Buen Consejo o San Joaquín de Ortega con grupos omoampas (con igual nombre que la fundada entre los mataguayos, que ya no existía) y Nuestra Señora del Pilar de Macapillo o Nuestra Señora de la Columna con pasaínes. En 1767 la primera tenía unos 200 habitantes y la segunda otros 200.

## Nuevas misiones entre los guaicurúes
En 1743 se reinició el intento de reducir a las bandas guaicurúes, comenzando por la fundación de la reducción de San Javier en Cayastá el 27 de junio de 1743 por el padre Ignacio Burges con indígenas los mocovíes de la tribu del cacique Aletin.
Luego de la Paz de Añapiré negociada por el sacerdote Diego de Horbegozo con cinco caciques abipones el 5 de junio de 1748, fue fundada la reducción de San Jerónimo en la zona de arroyo del Rey (cerca de Reconquista) el 1 de octubre de 1748 con abipones del cacique Nereguiyi. Los padres José Brigniel y José Lehmann lograron reducir al belicoso cacique abipón Ychoalay, quien al ser bautizado tomó el nombre de José Antonio Benavides.
El 20 de mayo de 1750 se fundó San Fernando del Río Negro con abipones yaucanigas del cacique Ñaré Alaiquin en el sitio de la actual Resistencia, por obra del teniente gobernador de Corrientes Nicolás Patrón.
En 1762 el gobernador del Paraguay José Martínez Fontes logró un acuerdo de paz con los abipones del Bermejo del cacique Guachichi o Deguachi y posibilitó a los jesuitas establecerse en el Chaco en las reducciones de Misión del Santo Rosario y San Carlos del Timbó (en Herradura, Formosa) y Nuestra Señora del Bermejo a cargo del padre Martín Dobrizhoffer.
En 1765 Paucke fundó en las cercanías de San Javier la reducción de San Pedro con 400 mocovíes del cacique Elebodgín. Quedó a su cargo el padre Bustillo, pero 3 años después fueron expulsados.

## Reducciones en el Chaco Boreal
En 1759 el cacique Lorenzo Mbayá firmó un efímero tratado de paz en Asunción, lo que permitió el establecimiento de misiones jesuitas entre los mbayáes. En 1760 el jesuita Joseph Sánchez Labrador fue enviado a misionar entre los mbayás y otros guaicurúes, fundando ese año la reducción de Nuestra Señora de Belén al este de la actual Concepción en el Paraguay sobre el río Ypané. Al ser expulsados los jesuitas en 1767 la misión tenía 260 indígenas reducidos. 
También en 1760 el jesuita Manuel Durán fundó la reducción de San Juan Nepomuceno al este del río Paraguay con indígenas guaná que se hallaban sometidos a los mbayá, al momento de la expulsión de los jesuitas contaba con 600 indígenas.

## Misiones entre los chiriguanos
La misión de Concepción en el Valle de Salinas fue fundada por el jesuita Francisco Guevara en 1717 con chiriguanos y unas pocas familias mataguayas. Destruida por la sublevación en 1727, tras la expulsión jesuita de 1768 pasó a los franciscanos en 1769.
Nuestra Señora de la Asunción del Piray, inicialmente fue una misión jesuita que fue abandonada, siendo refundada por el franciscano Lorenzo Ortiz el 10 de mayo de 1763. Santísima Trinidad de Abapó fue fundada en 1690 por los jesuitas José de Arce y Juan Bautista de Zea con el nombre de Presentación de Nuestra Señora, pero abandonada durante la sublevación de 1727-1735. Fue refundada en 1771 por los franciscanos del Colegio de Tarija.

## La expulsión de los jesuitas
Al ser expulsados los jesuitas por orden del rey Carlos III de 27 de febrero de 1767, los franciscanos tomaron a su cargo las reducciones jesuitas existentes en el Gran Chaco.
Las 15 reducciones existentes eran las siguientes: cuatro de abipones: San Fernando del Río Negro, San Jerónimo del Rey, Purísima Concepción, Santo Rosario y San Carlos del Timbó; dos de mocovíes: San Javier y San Pedro; y una, respectivamente, de vilelas (San Joseph de Vilelas), lules (San Esteban de Miraflores), pasaínes (Nuestra Señora del Pilar de Macapillo o Nuestra Señora de la Columna), omoampas (Nuestra Señora del Buen Consejo o San Joaquín de Ortega), isistines (San Juan Bautista de Balbuena), chiriguanos (Concepción en el Valle de Salinas), tobas (San Ignacio de Ledesma o San Ignacio de Río Negro), mbayaes (Nuestra Señora de Belén) y guanás (San Juan Nepomuceno). 